# Ситуация
Ситуа́ция — одноактность и неповторимость возникновения множества событий, стечения всех жизненных обстоятельств и положений, открывающихся восприятию и деятельности человека.
Слово «ситу́ация» (ж.) заимствовано из французского языка а им от ср.-лат. situātiō «расположение» от situare «располагать», далее из лат. situs «положение», и первоначально означало местность, видоположенье, местоположенье, и изображение на бумаге неровностей земли, когда и почему оно приобрело иные значения неизвестно.

## Ситуация и философия
Разнообразие ситуаций создает всю полноту человеческой жизни. Чем индивидуальнее восприятие человека, находящегося в определенной ситуации, тем интимнее и существеннее его соучастие во множестве событий и обстоятельств, составляющих данную ситуацию. Ситуации — поле деятельности человека и содержательная основа всей его жизни вообще. Множество ситуаций образует всё содержание человеческого существования. Многогранность интересов человека, «переплетающихся» в ситуациях, является ключом к чувству его собственного «Эго». Каждая ситуация, в которой оказывается человек — часть его бытия. Совокупность ситуаций составляет содержание всей его действительности.
«Вся инициатива человека не только ситуационно определена, но и ситуационно оформлена… Человек обязан действовать в ситуации, но как именно, она ему не подсказывает, в этом и состоит свобода его выбора… Ситуация есть принуждение к принятию решения, свобода же состоит в выборе решения», — пишет Николай Гартман.
Ситуация — это отклонение от идеальной картины.

## Принцип ситуационизма в психологии
Канальные (ситуационные) факторы являются не менее важными детерминантами поведения, чем диспозиционные факторы (принцип ситуационизма).